# Comte de Lautréamont

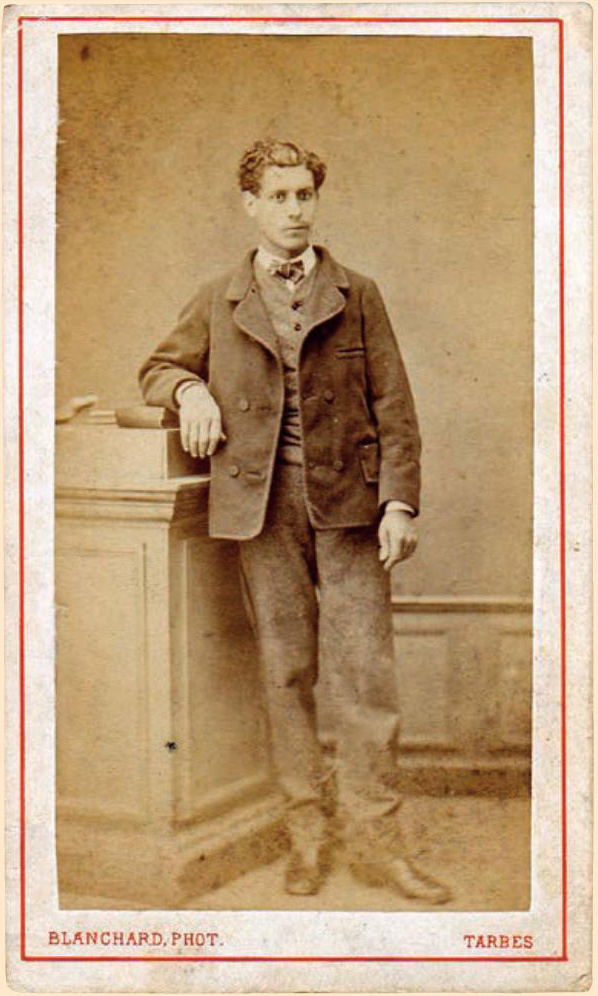
Isidore-Lucien Ducasse

Comte de Lautréamont [lotreamon], vlastním jménem Isidore Lucien Ducasse, (4. dubna 1846, Montevideo, Uruguay – 24. listopadu 1870, Paříž, Francie) byl francouzský básník, předchůdce a vzor dadaistů a surrealistů.

## Biografie
Narodil se v rodině francouzského konzula v Uruguayi. Od 13 let studoval ve Francii – nejprve v Tarbes a Pau, v roce 1867 přesídlil do Paříže, kde při pruském obležení zemřel ve věku 24 let.
Vycházel ze slohových konvencí 18. století a z romantického satanismu anglických a německých škol.[zdroj?] Pro své individualistické revoltující dílo si zvolil formu básně v próze a naplnil ji sarkastickým absurdním, černým humorem, sadismem, pornografickými scénami, blasfemií, sebeironií a místy i parodií romantických postupů.
Romantické zoufalství jedince dovádí do krajního pocitu absurdního a dekadentního nihilismu. Jeho dílo se vyznačuje zdánlivě zběsilou fantazií a rozumem nekontrolovanou tvořivou metodou.

## Dílo
- 1869 – Les Chants de Maldoror (Zpěvy Maldororovy)

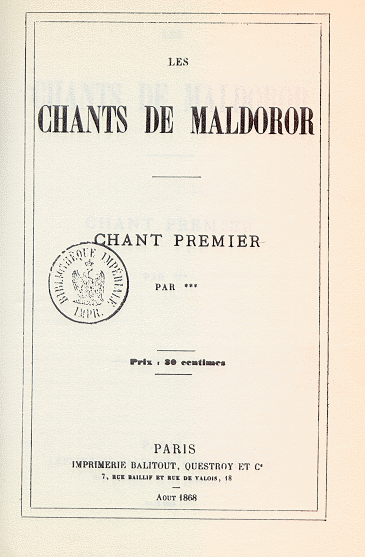
První vydání Les Chants de Maldoror 1868

- 1870 – Poésies I–II